# 針頭恐懼症
針頭恐懼（英語：或 needle phobia，俗稱暈針）是指对有关抽血、注射或使用皮下针头的医疗程序的极度恐惧。由于有针头恐惧症的人通常会逃避医疗照顾，这种情况会在卫生保健系统中造成明显障碍。據統計，最少10%的美國人患有此症。
针头恐惧症的病因在于由针刺引发的先天性血管迷走神经反射而造成晕厥。有这种反射的人，经常通过连续接触针头而学会了恐惧针头。因此，针头恐惧症既是先天的，也是后天习得的。
在诊所中，针头恐惧症可以通过安抚和教育、避免使用针头、体位和肌肉紧张技术、苯二氮卓类药物、一氧化二氮气体以及离子导入技术进行局部麻醉来控制。
锋刃恐惧（英語：aichmophobia）与 尖物恐懼（英語：belonephobia），则是类似针头恐惧，而對於刀具、尖物特別懼怕的一種心理病症，比如：菜刀、鉛筆尖、圓規等。這個字是從希臘文belonē（針）和phobia（恐症）的合字。
患者對尖物有恐懼感，莫名出現的那種恐懼會給心理帶來嚴重負擔，而且這種恐懼也是不合常理的。簡單來說，尖物恐懼症患者之所以對尖銳物體感到恐懼，不敢接觸尖端物體，是由於害怕自己或別人會受到這些物體的傷害。物體恐怖症是指在某種特定環境下，對某些物體產生的一種異乎尋常的、強烈的緊張恐懼的內在體驗。明知其心理及行為的不合理性和荒唐性，但一遇到相應的場合即反覆出現異常體驗和迴避反應，難以自控，影響正常生活和工作。尖物恐懼症其實指患者對一些尖銳的物體感到無法控制的恐懼，這種恐懼顯得不合常理缺乏理性。